# 라벨 2세 소테르

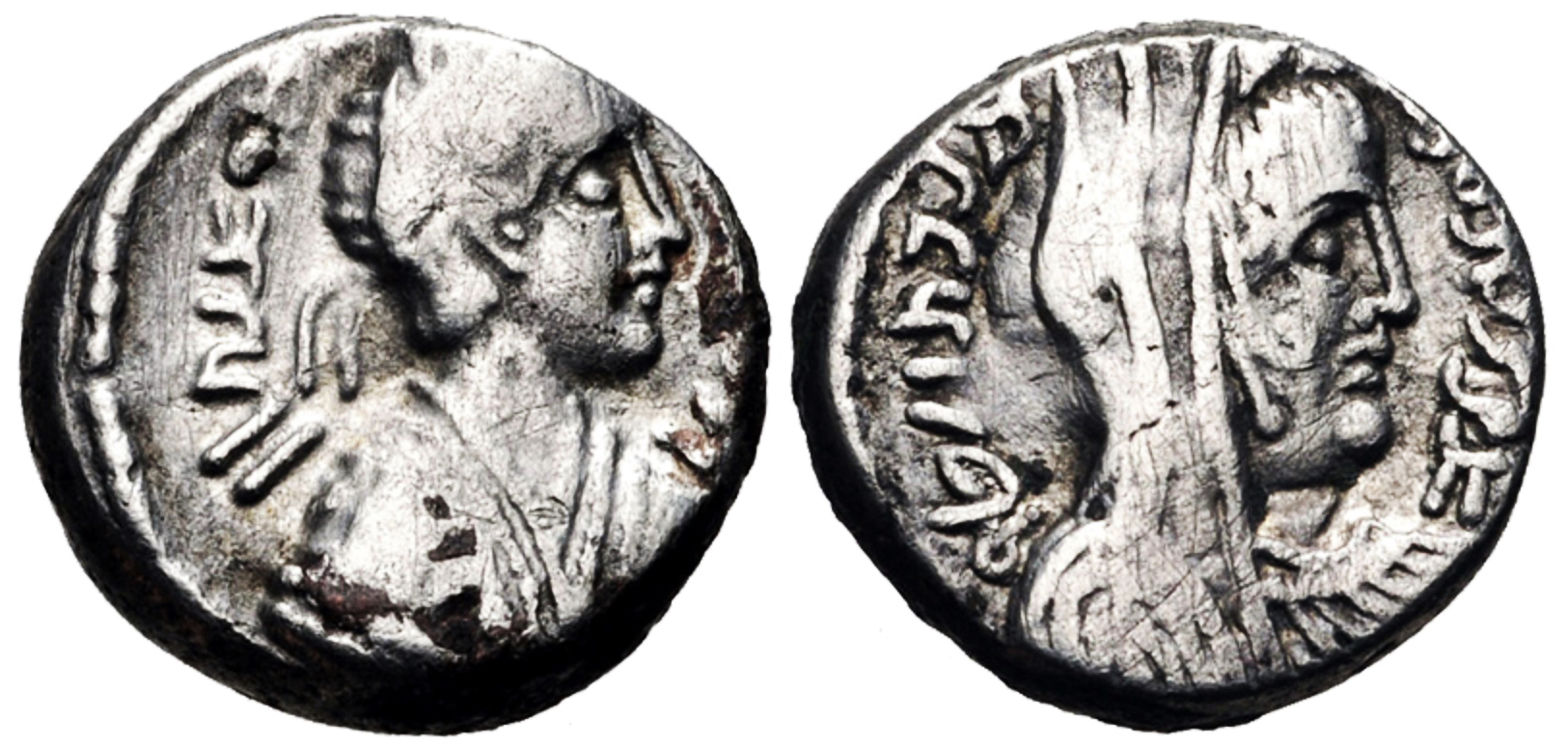
라벨 2세와 샤퀼라스 2세가 있는 은제 드라크마

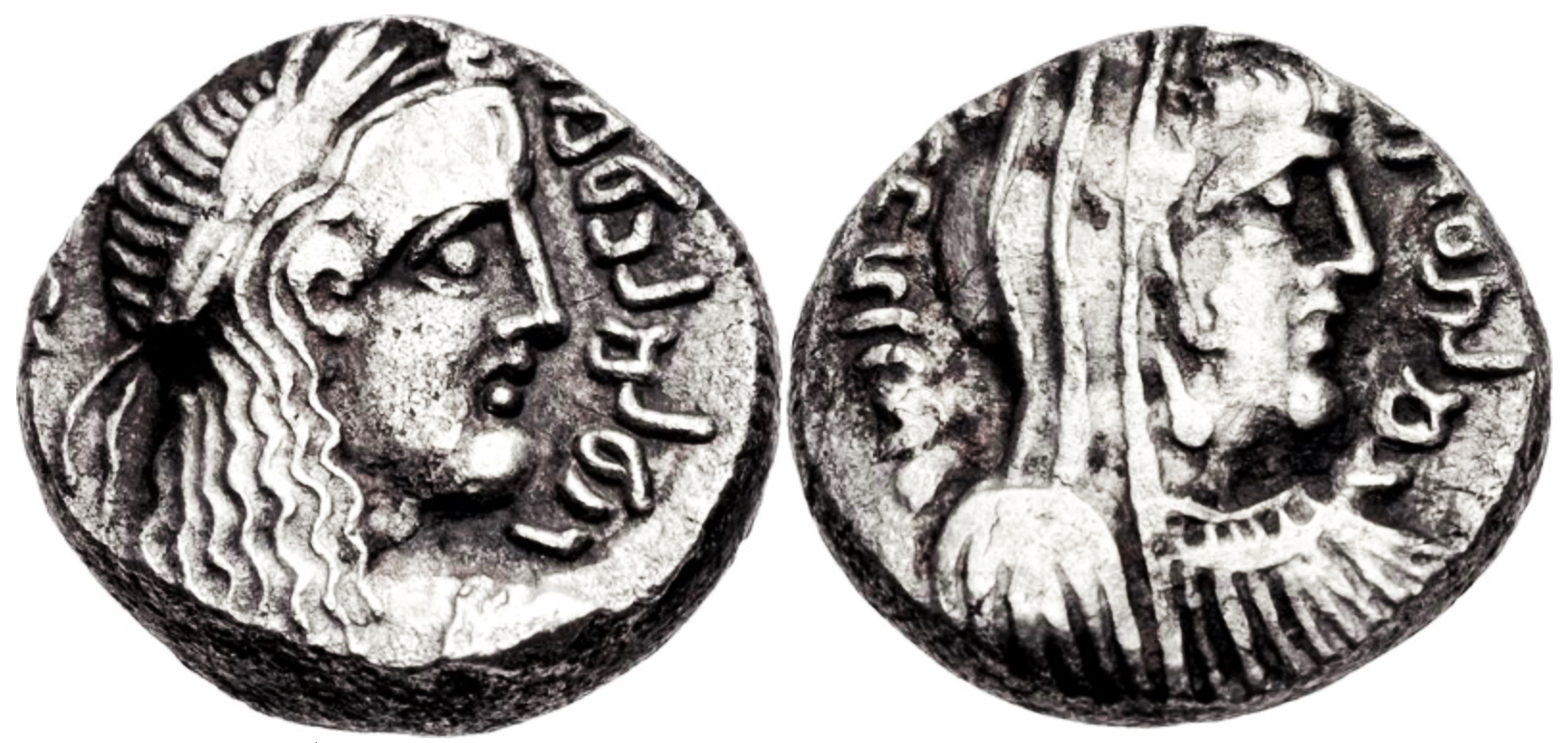
라벨 2세와 가밀라스가 있는 은제 드라크마

라벨 2세 소테르 (Rabel II Soter) 혹은 아르라빌(ar-Rabil)은 나바테아 왕국의 마지막 통치자이며, 서기 70년부터 106년까지 다스렸다.
그의 아버지 말리쿠스 2세가 사망하자, 아직 어린 아이에 불과하던 아르라빌이 왕위를 계승했다. 그의 어머니 샤킬라스 2세가 그가 어린 시절에 국정을 맡았다. 그의 누이 가밀라스는 나바테아인들의 왕비가 되었다. 아르라빌은 '구세주' 혹은 '사람들에게 삶과 구원을 전한 자'를 의미하는 '소테르'라는 그리스어 칭호를 직접 칭했다.
106년에 그가 죽자, 로마 황제 트라야누스는 실질적으로 저항이 없이 106년 3월 22일에 나바테아 왕국을 정복하였다. 나바테아는 아라비아 페트라이아의 속주가 되었고, 보스라는 속주의 중심 도시가 되었다.